# Bouea macrophylla
 (mars 2025).
Espèce
Statut de conservation UICN

 LC  : Préoccupation mineure
Bouea macrophylla est une espèce de plantes à fleurs originaire d'Asie du Sud-Est. L'arbre appartient à la famille des Anacardiacées qui comprend également le Manguier et l'Anacardier.

## Description

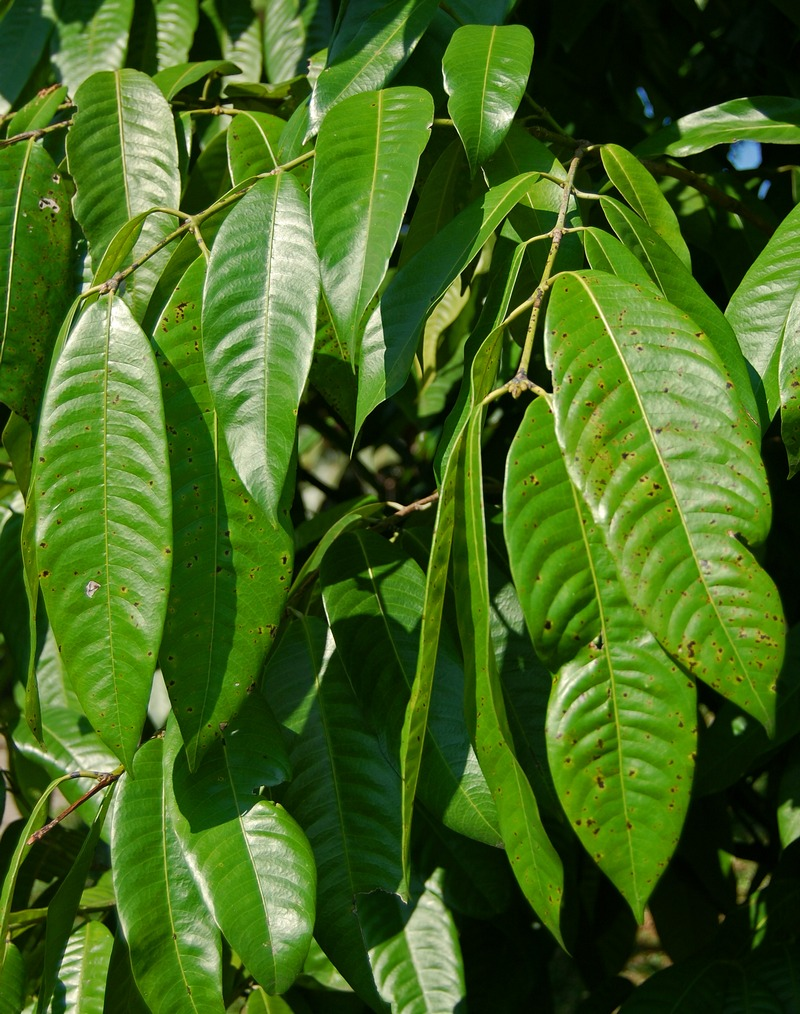
Feuilles.

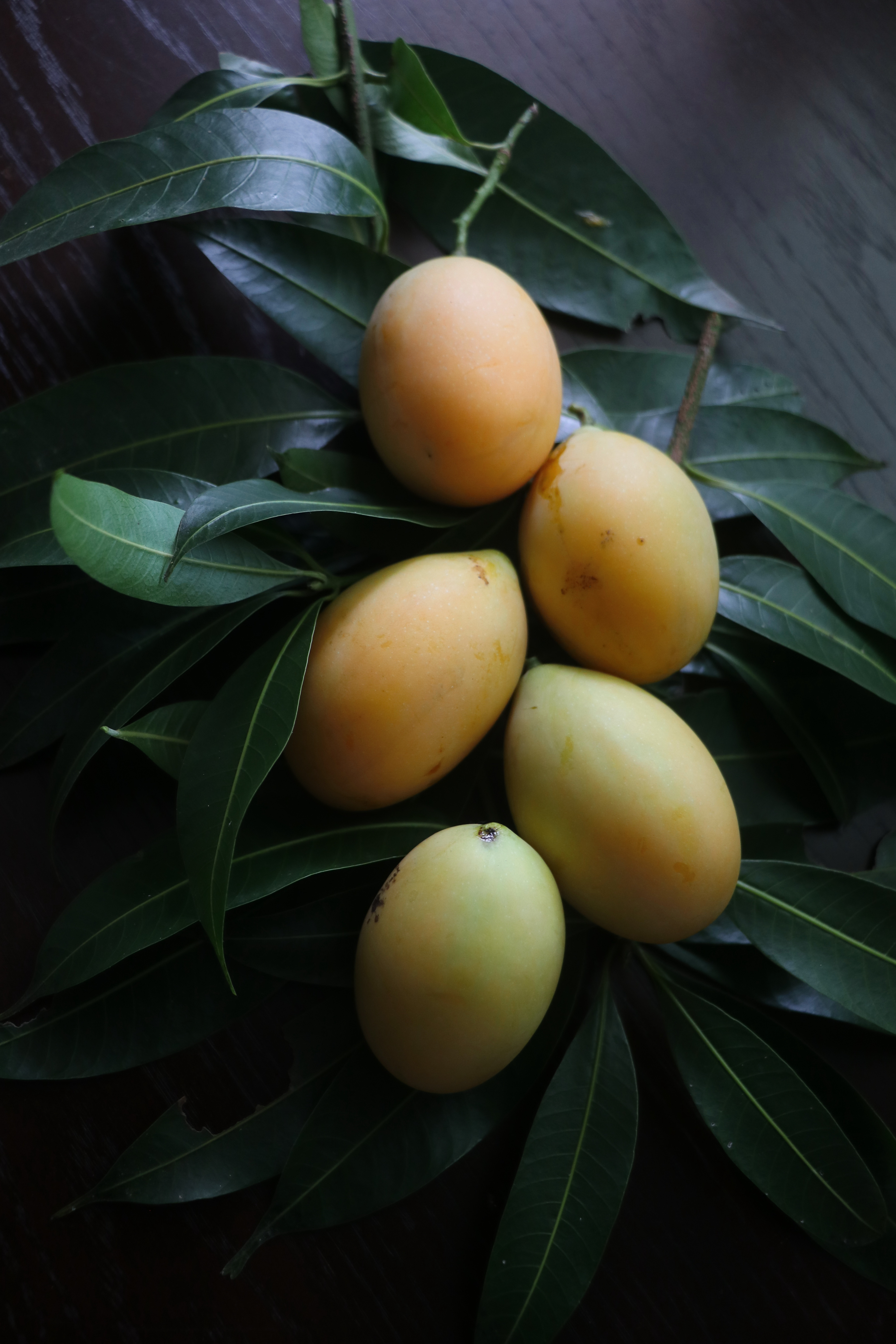
Fruits et feuilles.

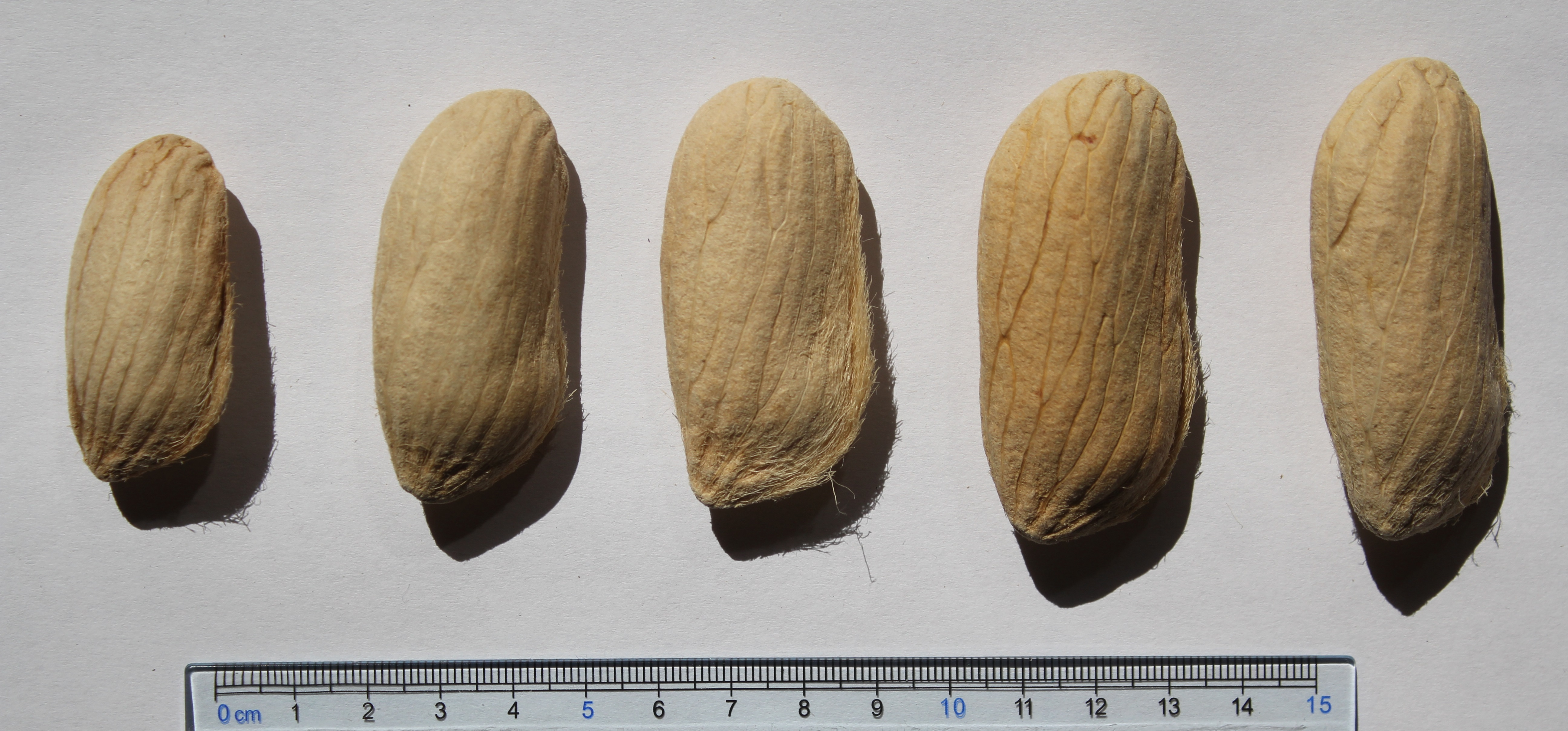
Graines.

Cet arbre à feuilles persistantes peut atteindre 25 m de hauteur, voire 36 m. Ses feuilles sont lancéolées ou elliptiques et mesurent entre 13 et 45 cm de long et entre 5 et 7 cm de large[réf. nécessaire].
Les fruits immatures (qui ressemblent à de petites mangues) sont de couleur verte et mûrissent en orange/jaune, avec des graines roses. Ils atteignent environ 2 à 5 cm de diamètre. Le fruit entier, y compris sa peau, est comestible. Le fruit a une saveur allant du sucré à l'aigre, semblable à celle de la mangue Alphonso, et dégage une légère odeur de térébenthine. À maturité, le fruit est mou et contient des graines fibreuses ressemblant à des mangues qui ont une couleur violette perceptible[réf. nécessaire].
Les périodes de floraison et de fructification diffèrent entre la Thaïlande et l'Indonésie[réf. nécessaire].
- Thaïlande : fleurit de novembre à décembre et les fruits apparaissent d'avril à mai.
- Indonésie : fleurs de juin à novembre, et fruits apparaissent de mars à juin.

## Répartition
L'arbre est originaire des Îles Andaman, de Java, de Malaisie, de Sumatra et de Thaïlande. En Thaïlande, au Laos et en Malaisie, il est cultivé à des fins commerciales. On le trouve également dans les régions du nord du Pakistan (comme Murree et Nathia Gali)[réf. nécessaire].

## Utilisations

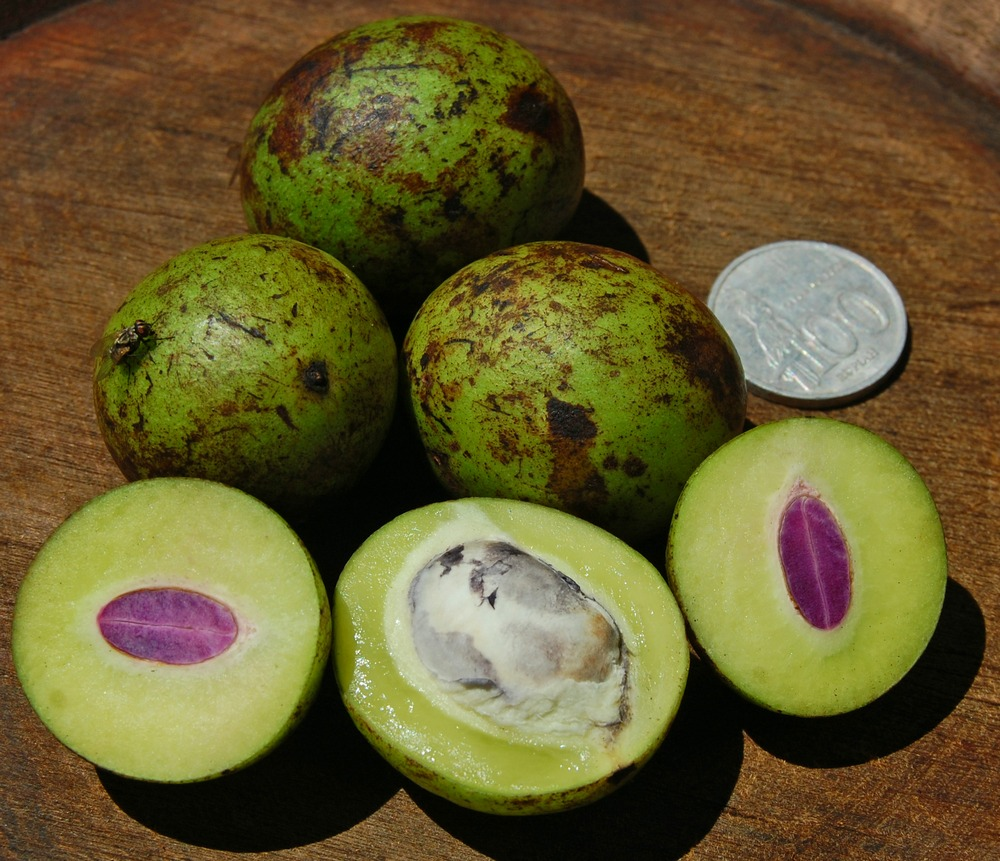
Fruits.

### Culinaire
Les feuilles et les fruits de l'arbre peuvent être consommés. Les feuilles peuvent être consommées crues lorsqu'elles sont encore jeunes et peuvent être utilisées dans des salades. Si la graine est comestible, l'endosperme est généralement amer. Le fruit est très acide et a un goût de mangue. Il peut être consommé cru ou transformé en plats tels que des cornichons, de la compote ou du sambal. Les fruits non mûrs peuvent être utilisés pour faire du rojak et de l'asinan[réf. nécessaire].

## Noms communs
Bouea macrophylla est communément connu en anglais sous les noms de « marian plum », « gandaria », « plum mango » et « mango plum ». En malais, l'arbre est connu sous le nom de kundang et son fruit buah kundang. Les Malais font la distinction entre deux variétés[réf. nécessaire] :
- Kundang daun kecil (« kundang à petites feuilles ») également connu sous le nom de remia, remnia ou rumenia ;
- Kundang daun besar (« kundang à grandes feuilles »), également connu sous le nom de kundang hutan (jungle kundang) ou setar. Cela fait généralement référence à Bouea oppositifolia et est à l'origine du toponyme Alor Setar (avec alor signifiant « petit ruisseau »).

En indonésien, on l'appelle ramania et gandaria. Il est également connu en thaï sous le nom de maprang (มะปราง), mayong (มะยง) et mayong chit (มะยงชิด). En birman comme mayan-thi (မရန်းသီး) ; et en vietnamien comme thanh trà[réf. nécessaire].
En 2015, un grand distributeur a présenté le fruit au public britannique sous le nom de plango, apparemment un mot-valise pour « prune » (plum) et « mangue ». À l'époque, les annonces notaient la ressemblance du fruit avec les prunes et les mangues, et une partie de la presse locale a délibérément ou naïvement annoncé que le fruit était un croisement entre une prune et une mangue, ce qui n'est pas botaniquement plausible car les prunes et les mangues ne font pas partie de la même famille[réf. nécessaire].

## Systématique
Le nom correct complet (avec auteur) de ce taxon est Bouea macrophylla Griff., publié en 1854,, par le botaniste britannique William Griffith.
Bouea macrophylla a pour synonymes :
- Bouea gandaria Blume
- Bouea gandaria Blume ex Miq.
- Bouea mocrophylla Griff.
- Tropidopetalum javanicum Turcz.